# Kalanchoe farinacea
Kalanchoe farinacea ist eine Pflanzenart der Gattung Kalanchoe in der Familie der Dickblattgewächse (Crassulaceae).

## Beschreibung
Die ausdauernde, vollständig kahle und kräftige Kalanchoe farinacea erreicht Wuchshöhen von bis zu 30 Zentimeter. Die weißen oder weißlich grünen, aufrechten, kräftigen Triebe sind stielrund und nur spärlich verzweigt. Die Rinde ist schuppig und im trockenen Zustand abschälend. Die sehr dicken, sitzenden Laubblätter sind zu den Triebspitzen hin gedrängt. Ihre verkehrt eiförmige bis kreisrunde Blattspreite ist 2 bis 5,5 Zentimeter lang und 1,5 bis 3,5 Zentimeter breit. Ihre mehlige Oberfläche ist mit einer weißen bis weißlich grünen, mehligen Flaumbehaarung bedeckt. Die Blattspreite ist an der Spitze rund und an der Basis verschmälert. Der schwach rosafarbene Blattrand ist ganzrandig.
Der kompakte, mehlig-flaumhaarige Blütenstand ist eine ebensträußige Rispe. Die aufrechten oder ausgebreiteten Blüten sitzen an 12 bis 14 Millimeter langen Blütenstielen. Die Kelchröhre ist etwa 1 Millimeter lang und endet in dreieckigen, fleischigen Zipfeln, die 1 bis 2 Millimeter lang und 1 bis 1,5 Millimeter breit sind. Die Blütenkrone ist leuchtend rot. Die einheitlich zylindrische, 10 bis 15 Millimeter lange Kronröhre hat eiförmig-längliche, zugespitzte Zipfel von etwa 4 Millimeter Größe mit einem aufgesetzten Spitzchen. Die Staubblätter sind am Grund der Kronröhre angeheftet, wobei die oberen Staubblätter aus der Kronröhre herausragen. Ihre eiförmigen Staubbeutel sind breit länglich. Die linealisch-länglichen, an der Spitze gerundeten Nektarschüppchen sind etwa 2 Millimeter groß. Das schmal längliche Fruchtblatt ist 4 bis 8 Millimeter lang und der Griffel etwa 4 Millimeter lang.

## Systematik, Verbreitung und Gefährdung
Die Erstbeschreibung erfolgte 1882 durch Isaac Bayley Balfour.
Kalanchoe farinacea ist auf Sokotra endemisch verbreitet. Sie wächst häufig auf Kalksteinebenen in Ritzen in Höhenlagen von 100 bis 400 Meter. 
Die Art steht auf der Roten Liste der IUCN und gilt als nicht gefährdet (Least Concern).

## Nachweise